# المرون (خنفر)

تعديل مصدري - تعديل

المرون هي إحدى قرى عزلة جعار بمديرية خنفر التابعة لمحافظة أبين، بلغ تعداد سكانها 163 نسمة حسب تعداد اليمن لعام 2004.